# Ridolfi-Verschwörung
Die Ridolfi-Verschwörung war ein Komplott englischer Katholiken um Roberto Ridolfi (1531–1612) in den Jahren 1570 und 1571. Ziel war es, die Königin Elisabeth I. zu ermorden und durch Maria Stuart zu ersetzen. Maria Stuart sollte Thomas Howard, 4. Duke of Norfolk, heiraten und den Katholizismus als die in England vorherrschende Religion restaurieren.

## Chronik

### Die konspirativen Tätigkeiten Ridolfis
Im November 1569 führten Thomas Percy, 7. Earl of Northumberland (1528–1572), und Charles Neville, 6. Earl of Westmorland (1543–1601), einen Aufstand unzufriedener katholischer Hochadliger aus dem Norden Englands gegen die Königin an. Elisabeth I. gelang es innerhalb kurzer Zeit, diese „Northern Rebellion“ niederzuschlagen, der unzufriedene Adel dachte aber nicht daran, sich Elisabeth zu unterwerfen und suchte deswegen Unterstützung im Ausland. Daraufhin verkündete Papst Pius V. im Februar 1570 seine Bulle „Regnans in Excelsis“. Er exkommunizierte in voller Unkenntnis der tatsächlichen politischen Verhältnisse die englische Königin und entband die Engländer von ihrem Untertaneneid. Gleichzeitig forderte er alle englischen Katholiken auf, Elisabeth als Königin zu entthronen. Schließlich musste im August 1570 der inhaftierte Herzog von Norfolk aus der Haft entlassen werden. 
Roberto Ridolfi war ein Florentiner Bankier, der sich in London niedergelassen hatte und sich als Unterhändler und als Geheimagent des Papstes betätigte. Er besaß gute Kontakte zu Gueran de Espes, der als spanischer Gesandter in England weilte, und zu John Leslie, Bischof von Ross, der als Unterhändler zwischen Maria Stuart und dem Herzog von Norfolk fungierte. Ridolfi fühlte sich aufgrund der Exkommunikation Elisabeths ermutigt, vielleicht sogar ermächtigt, einen katholischen Aufstand unter Führung des Herzogs von Norfolk sowie eine Invasion des spanischen Heeres unter Führung des Herzogs von Alba zu planen. Außerdem war er davon überzeugt, dass jeder zweite Engländer für die katholische Königin Maria Stuart kämpfen würde. Als Bankier konnte er zwischen Brüssel, Rom und Madrid reisen, ohne Verdacht zu erregen. Im März 1571 weihte er unter anderen den Herzog von Alba in seine Pläne ein.
Der Herzog von Alba sollte 6.000 bis 10.000 Mann bereitstellen. Er sollte mit dieser Armee in Harwich oder Portsmouth landen und danach nach London marschieren. Norfolk sollte Maria befreien und danach Elisabeth als Geisel festnehmen. Der katholische Glaube sollte in England wieder eingeführt werden und Maria und Norfolk sollten gemeinsam über England und Schottland herrschen. Der Realpolitiker Alba betrachtete allerdings die Pläne Ridolfis mit Unverständnis, er bezeichnete den Bankier als großen Schwätzer („un gran parlaquino“). Der spanische Statthalter stand selbst im Kampf gegen Wilhelm von Oranien, er hatte keine Soldaten und kein Geld übrig und war deswegen nur bereit, die katholischen Rebellen in England zu unterstützen, falls diese sich 40 Tage gegen Elisabeth behaupten würden. Er befürchtete auch, dass ein Scheitern der Verschwörung zur Hinrichtung Maria Stuarts und des Herzogs von Norfolk sowie zur Verfolgung der englischen Katholiken führen konnte. Ebenso begegnete der spanische König Philipp II. den Plänen zur Ermordung der englischen Königin mit Skepsis, vor allem weil er England als politisches Gegengewicht zu Frankreich brauchte. 
Trotz Ablehnung und Skepsis dieser Realpolitiker reiste Ridolfi weiterhin durch Europa, er verhandelte – allerdings ohne Erfolg – mit dem Papst über die Scheidung Maria Stuarts von ihrem Ehemann Bothwell und er verschickte chiffrierte Briefe nach England. Elisabeth ahnte nichts davon, sie beabsichtigte sogar, Maria Stuart wieder als Königin der Schotten einzusetzen. Elisabeths Dilemma bestand jedoch darin, dass einerseits Maria Mittelpunkt der Opposition in England war und starke Sympathien bei vielen Engländern besaß, andererseits Frankreich und Spanien ihre Freilassung forderten und in Schottland nach der Ermordung des Regenten Moray im Januar 1570 ein Bürgerkrieg zwischen der Partei der Königin (Maria) und des Königs (Jakob VI.) ausgebrochen war.

### Das Scheitern der Verschwörung
Im Sommer 1571 wurde der Schotte Charles Baillie (1542–1625) in Dover mit belastenden Briefen an Maria Stuart festgenommen. Er verriet dann unter der Folter die Verschwörung. Der englische Geheimdienstler Francis Walsingham wurde beauftragt, die Ridolfi-Verschwörung vollständig aufzuklären. Es gelang ihm innerhalb weniger Tage, den Inhalt aller Briefe zu entschlüsseln. So verfügten Lord Burghley und Walsingham über umfangreiche Informationen zu den Konspirationen der letzten zwei Jahre und die Verbindungen Spaniens zu den Verschwörern. Am 7. September 1571 wurde der Herzog von Norfolk verhaftet und zum Jahreswechsel 1571/72 wurde der spanische Gesandte de Espes aus England ausgewiesen. Dieser versuchte dann, in Brüssel eine Invasionsarmee aus englischen und schottischen Exilanten aufzubauen. Aber Philipp II. war nicht bereit, einen Krieg mit England zu riskieren.
Roberto Ridolfi hielt sich im September 1571 außerhalb Englands auf und konnte sich den Verfolgungen Burghleys und Walshinghams entziehen.
Maria Stuarts Kenntnisse über die Machenschaften Ridolfis sind nicht bekannt. Sie ließ sich überreden, Briefe und Instruktionen an Ridolfi zu senden. Die Originale der Beglaubigungsschreiben, die Maria und Norfolk dem Italiener ausgehändigt haben sollen, sind jedoch auf unbekannte Weise verschwunden. Norfolk unterschrieb keinen einzigen Brief Ridolfis an den Papst, an den spanischen König oder an den Herzog von Alba. Es ist bisher nicht geklärt, in welchem Umfang die Handlungen Ridolfis durch Norfolk oder Maria autorisiert waren. Maria Stuart soll in ihren Briefen kritisch die Zustände in England beschrieben haben. Sie soll sich über die mangelhafte Unterstützung aus Frankreich beschwert haben und sie äußerte sich besorgt über die Ansprüche des Grafen von Huntingdon auf den englischen Thron.
Der Bischof von Ross und Maria Stuart gestanden ihr Mitwissen an der Verschwörung. Aufgrund des Geständnisses des Bischofs wurden die Lords Arundel, Lumley, Southampton und Cobham verhaftet. Der Bischof von Ross, der bis 1573 inhaftiert blieb, behauptete auch, dass Maria ihren ersten Mann Franz II. vergiftet hätte, den zweiten ermorden ließ und den dritten aufs Schlachtfeld drängte. Er schrieb dann an Maria, dass er es aufrichtig bereue, sie unterstützt zu haben.
Am 16. Januar 1572 begann der Prozess gegen die Verschwörer. Norfolk schrieb an Elisabeth einen reuevollen, demütigen Brief. Er bat sie darum, sich seiner Kinder und Stiefkinder anzunehmen. Elisabeth war damit einverstanden und ernannte Lord Burghley zum Vormund. Am 9. Februar 1572 unterzeichnete sie das Todesurteil, nahm es jedoch am nächsten Tag wieder zurück. Am 8. Mai 1572 forderte das Parlament die Königin auf, das Todesurteil gegen Norfolk zu vollstrecken. Schließlich überzeugte Burghley am 2. Juni 1572 die zögernde Elisabeth, den sofortigen Vollzug der Hinrichtung Norfolks anzuordnen. 
Für Elisabeth war es auch schockierend, dass ein großer Teil ihrer Adligen zu den Verschwörern zählte. Sie beschloss nun, Maria nicht als Königin der Schotten einzusetzen und ihre Rückkehr nach Schottland für immer auszuschließen. George Buchanan wurde gestattet, seine kritische Darstellung über die Ereignisse in Schottland von 1565 bis 1567, einschließlich Marias Beziehungen zu Darnley und Bothwell, zu publizieren. Ebenso wurden die brisanten Kassettenbriefe veröffentlicht. Die Protestanten forderten die Verschärfung der Gesetze gegen die Katholiken und sprachen sich für die Hinrichtung Maria Stuarts, die von Elisabeth noch verweigert wurde, aus. So wurde im englischen Parlament im Mai 1572 folgende Meinung gegen Maria geäußert: „Der Irrtum, dass eine gewisse Person in diesem Land für jedes Gesetz unerreichbar sei, hat sich in manchen Kopf eingeschlichen.“ Wenig später bestätigte das Parlament das Gesetz „gegen Maria, Tochter Jakobs V., frühere Königin von Schottland, Königin der Schotten genannt“. Maria wurde von der Thronfolge in England ausgeschlossen, jeder der sich in Zukunft für ihre Thronfolge einsetzen würde, galt als Hochverräter und musste mit der Todesstrafe rechnen. 
Die englische Öffentlichkeit betrachtete Maria Stuart seit 1572 als Feindin und der Papismus wurde nach dem Scheitern der Ridolfi-Verschwörung als Gegner der nationalenglischen Entwicklung angesehen. Die Puritaner um Walsingham beschworen die Königin, den Katholizismus zu bekämpfen und sowohl die Hugenotten in Frankreich als auch den niederländischen Befreiungskrieg unter Wilhelm von Oranien zu unterstützen.

## Film
Die Ereignisse wurden im Film Elizabeth mit Cate Blanchett aus dem Jahr 1998 thematisiert.